# C/1910 A1
C/1910 A1（英: The Great January Comet of 1910, Daylight Comet）は、1910年1月に出現した彗星。最初に確認された時点で肉眼で見える明るさを持っており、多くの者がこの彗星を独立に“発見”した。ピーク時には金星よりも明るく、おそらくは20世紀で最も明るい彗星である。日本国内では昼光彗星と呼ばれたこともある。

## 発見
1909年12月17日、C/1910 A1は太陽から約1度の場所で合となったが、そのとき太陽から約1天文単位の距離にあった。1910年1月、C/1910 A1は突然増光する。この時点では南半球からしか見えなかった。何人かの人物が「発見」を主張したが、トランスヴァール州のダイヤモンド採掘者が第一発見者であると考えられている（1910年1月12日の夜明け前）。その時点で既に見かけの等級が-1等、赤緯が-29の肉眼で観測可能な天体となっていた。
この彗星を初めて本格的に研究したのは、スコットランドの天文学者ロバート・イネス（1月17日、ヨハネスブルグのトランスヴァール天文台にて）である。この2日前にヨハネスブルグの新聞編集者から注意するように伝えられていた。1月17日に近日点を通過、光の前方散乱により等級は-5等に達した。昼間でも肉眼で観測できた。1月18日に2度目の合を迎えた。近日点通過後は明るさは低下する。それでも北半球からは夕暮れ時に目を見張るような光景が見られ、2月初旬には顕著に湾曲した尾は50度に達した。

## ハレー彗星とC/1910 A1
1910年はハレー彗星の回帰が予想された年であり、各メディアは大きな関心を寄せていた。ハレー彗星が近日点を通過した4月20日のわずか数か月前にC/1910 A1が出現したことは（ハレー彗星を）期待していた人々に非常に強い印象を与えた。1986年にハレー彗星が再び出現したとき、1910年にも見たと証言する高齢者もいたが、それらのうち多くは明らかにC/1910 A1を指していた。
C/1910 A1はDrake's Cometと命名されたと報じられたこともあるが、誤報であった。その後は特定の人物が発見したとは認められないとして、メディアはこの彗星をDaylight CometまたはSunset Cometと呼ぶようになった。

## パニック
人々は彗星の出現に怯えている、と多くの都市の新聞が伝えた。ニュージャージー州カムデンのモーニングポスト紙（英: The Morning Post）は、過去にも彗星が目撃された際に同様の恐慌が発生したと報じた。朝鮮半島では、彗星のせいで皆死んでしまう、あるいは朝鮮王朝滅亡の予兆と考えたものも多くいた。仕事に行くのをやめ、ただ食べたり飲んだりして世界の終わりを待つ者すらいた。